# Mura di Roselle
Le mura di Roselle costituiscono il sistema difensivo dell'antica città situata nella parte nord-orientale del territorio comunale di Grosseto.

## Storia
La cinta muraria fu costruita dagli Etruschi tra il VII e il VI secolo a.C., a protezione della città di Roselle, che all'epoca risultava una delle principali dell'Etruria, sia per importanza strategica che per gli scambi commerciali con altre città dell'area.
La parte più antica delle mura si sviluppa tra il lato settentrionale e quello orientale, mentre la parte opposta fu completata per ultima.

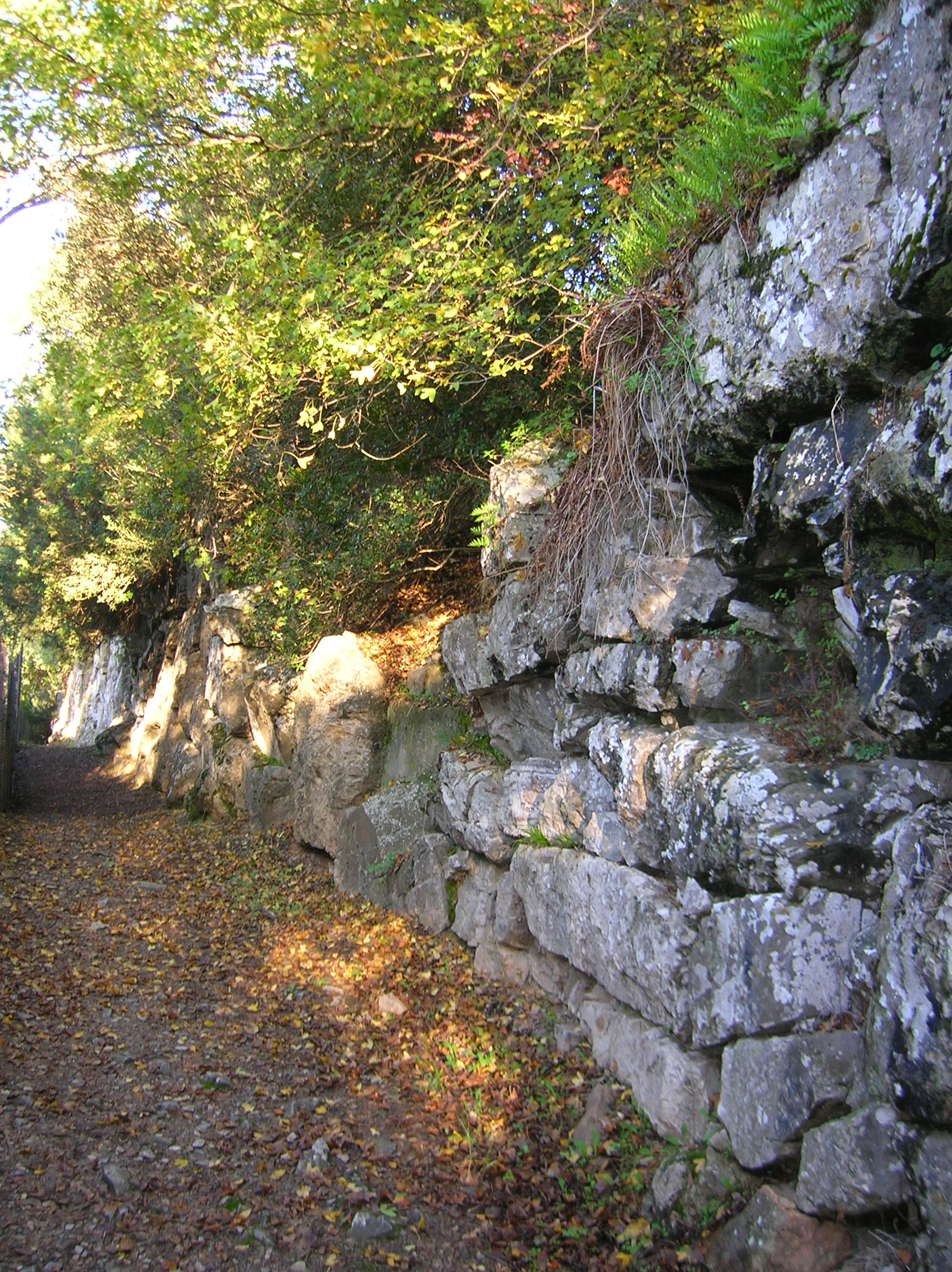
Il sentiero dell'area archeologica costeggia le mura

In epoca romana le mura non subirono interventi di ristrutturazione o modifica, in quanto la città andò espandendosi all'esterno della preesistente cerchia.
Nonostante il precoce abbandono di Roselle in epoca medievale, la cerchia muraria è giunta ben conservata fino ai giorni nostri.

## Descrizione
Le mura di Roselle, definibili "mura ciclopiche" per gli elementi stilistici, si sviluppano articolandosi lungo un perimetro superiore ai tre chilometri.
Nel complesso, la cerchia si presenta quasi del tutto intatta, con altezze medie attorno ai sette metri, racchiudendo quasi interamente l'area di origine etrusca della città, mentre la parte romana fu costruita prevalentemente all'esterno delle mura perimetrali.
La cortina muraria è costituita da una serie di blocchi poligonali di pietra, che poggiano l'uno sopra l'altro ricordando per certi versi il sistema difensivo della città di Tirinto. Lungo le mura perimetrali sono visibili i resti di alcune porte di accesso, oltre ad una pregevole postierla di epoca arcaica.